# Athlétisme aux Jeux d'Amérique centrale et des Caraïbes de 1990
Navigation
Santiago de los Caballeros 1986 Ponce 1993
Les épreuves d'athlétisme des Jeux d'Amérique centrale et des Caraïbes de 1990 ont eu lieu  à Mexico, au Mexique. Les performances ont été réalisées en altitude.

## Résultats

### Hommes
| Épreuve | Or                                                               | Or              | Argent                                                                 | Argent          | Bronze                                                            | Bronze          |
| --- | ---------------------------------------------------------------- | --------------- | ---------------------------------------------------------------------- | --------------- | ----------------------------------------------------------------- | --------------- |
| 100 m | Joel Isasi Cuba                                                  | 10 s 17 (w)     | Jorge Aguilera Cuba                                                    | 10 s 29 (w)     | Wayne Watson Jamaïque                                             | 10 s 45 (w)     |
| 200 m | Roberto Hernández Cuba                                           | 20 s 72         | Edgardo Guilbe Porto Rico                                              | 20 s 79         | Junior Cornette Guyana                                            | 21 s 22         |
| 400 m | Roberto Hernández Cuba                                           | 44 s 84         | Alvin Daniel Trinité-et-Tobago                                         | 45 s 58         | Howard Burnett Jamaïque                                           | 45 s 86         |
| 800 m | Luis Toledo Mexique                                              | 1 min 49 s 61   | Dale Jones Antigua-et-Barbuda                                          | 1 min 51 s 18   | Armando Rodríguez Mexique                                         | 1 min 51 s 35   |
| 1 500 m | Arturo Barrios Mexique                                           | 3 min 45 s 73   | Mauricio Hernández Mexique                                             | 3 min 45 s 84   | José López Venezuela                                              | 3 min 50 s 08   |
| 5 000 m | Arturo Barrios Mexique                                           | 13 min 49 s 89  | Marcos Barreto Mexique                                                 | 14 min 04 s 21  | Herder Vásquez Colombie                                           | 14 min 18 s 48  |
| 10 000 m | Dionicio Cerón Mexique                                           | 29 min 46 s 09  | Isaac García Mexique                                                   | 30 min 05 s 63  | Herder Vásquez Colombie                                           | 30 min 28 s 89  |
| Marathon | Jorge González Porto Rico                                        | 2 h 18 min 55 s | César Mercado Porto Rico                                               | 2 h 18 min 59 s | Oscar Mejías Venezuela                                            | 2 h 19 min 41 s |
| 3000 m steeple | Germán Silva Mexique                                             | 9 min 01 s 26   | Adalberto Vélez Mexique                                                | 9 min 01 s 60   | Ángel Rodríguez Cuba                                              | 9 min 14 s 60   |
| 110 m haies | Emilio Valle Cuba                                                | 13 s 64         | Alexis Sánchez Cuba                                                    | 13 s 94         | Elvis Cedeño Venezuela                                            | 14 s 18         |
| 400 m haies | Domingo Cordero Porto Rico                                       | 49 s 61         | Emmanuel Smith Venezuela                                               | 51 s 32         | Llimy Rivas Colombie                                              | 52 s 87         |
| Saut en hauteur | Javier Sotomayor Cuba                                            | 2,34 m          | Marino Drake Cuba                                                      | 2,32 m          | Carlos Arzuaga Porto Rico                                         | 2,17 m          |
| Saut à la perche | Ángel García Cuba                                                | 5,40 m          | Miguel Berrío Cuba                                                     | 5,20 m          | Konstantín Zagustín Venezuela                                     | 5,10 m          |
| Saut en longueur | Juan Felipe Ortíz Cuba                                           | 8,17 m          | Jaime Jefferson Cuba                                                   | 8,06 m          | Darío Ruíz Mexique                                                | 7,95 m          |
| Triple saut | Lázaro Betancourt Cuba                                           | 16,66 m         | Juan Miguel López Cuba                                                 | 16,50 m         | Sergio Saavedra Venezuela                                         | 16,18 m         |
| Lancer du poids | Paul Ruiz Cuba                                                   | 18,93 m         | Marciso Boué Cuba                                                      | 18,26 m         | Samuel Crespo Porto Rico                                          | 16,60 m         |
| Lancer du disque | Roberto Moya Cuba                                                | 64,64 m         | Gabriel Pedroso Cuba                                                   | 59,44 m         | James Dedier Trinité-et-Tobago                                    | 53,40 m         |
| Lancer du marteau | Eladio Hernández Cuba                                            | 70,75 m         | Guillermo Guzmán Mexique                                               | 68,18 m         | René Díaz Cuba                                                    | 66,62 m         |
| Lancer du javelot | Ramón González Cuba                                              | 78,86 m         | Juan de la Garza Mexique                                               | 76,60 m         | Kirt Thompson Trinité-et-Tobago                                   | 75,38 m         |
| Décathlon | Miguel Valle Cuba                                                | 7 448 pts       | Ernesto Betancourt Cuba                                                | 7278 pts        | Antonio Greene Bahamas                                            | 7118 pts        |
| 20 km marche | Ernesto Canto Mexique                                            | 1 h 23 min 52 s | Carlos Mercenario Mexique                                              | 1 h 24 min 03 s | Héctor Moreno Colombie                                            | 1 h 24 min 54 s |
| 50 km marche | Héctor Moreno Colombie                                           | 4 h 06 min 04 s | Edel Oliva Cuba                                                        | 4 h 10 min 19 s | Orlando Díaz Colombie                                             | 4 h 15 min 45 s |
| 4 × 100 m | Cuba Andrés Simón Leandro Peñalver Félix Stevens Joel Isasi      | 39 s 09         | Porto Rico Félix Molina Domingo Cordero Edgardo Guilbe Elmer Williams  | 39 s 81         | Venezuela Elvis Cedeño Eliexer Pulgar Henry Aguiar Edgar Chourio  | 40 s 65         |
| 4 × 400 m | Jamaïque Evon Clarke Howard Burnett Terrence McCrae Devon Morris | 3 min 05 s 22   | Barbade Ronald Thorne Stephen Roberts Seibert Straughan Terry Harewood | 3 min 05 s 48   | Cuba Héctor Herrera Leandro Peñalver Emilio Valle Lázaro Martínez | 3 min 06 s 17   |
| Records et Performances - AR : Record continental (area record) - CR : Record des championnats (championship record) - MR : Record du meeting (meet record) - NR : Record national (national record) - OR : Record olympique (olympic record) - PR : Record paralympique (paralympic record) - PB : Record personnel (personal best) - SB : Meilleure performance personnelle de la saison (season's best) - WL : Meilleure performance mondiale de l'année (world leader) - WJR : Record du monde junior (world junior record) - WR : Record du monde (world record) Circonstances et Conditions - DNF : N'a pas terminé (did not finish) - DNS : N'a pas pris le départ (did not start) - DQ : Disqualification (disqualification) - NM : Aucun essai valable enregistré (No Mark) - Q : Qualifié « directement » au prochain tour (ou à la prochaine compétition), lors d'une compétition majeure, grâce au classement ou à la réalisation des minima (automatic qualifier) - q : Qualifié au prochain tour (ou à la prochaine compétition), lors d'une compétition majeure, grâce au repêchage ou à la réalisation de l'une des meilleures performances parmi celles des « non qualifiés directement » (grâce au meilleur temps ou à la meilleure distance par exemple) (secondary qualifier) |                                                                  |                 |                                                                        |                 |                                                                   |                 |

### Femmes
| Épreuve | Or                            | Or             | Argent                            | Argent         | Bronze                             | Bronze         |
| --- | ----------------------------- | -------------- | --------------------------------- | -------------- | ---------------------------------- | -------------- |
| 100 m | Liliana Allen Cuba            | 11 s 33 (w)    | Heather Samuel Antigua-et-Barbuda | 11 s 73 (w)    | María Quiñones Colombie            | 11 s 86 (w)    |
| 200 m | Liliana Allen Cuba            | 23 s 27        | Norfalia Carabalí Colombie        | 23 s 75        | Heather Samuel Antigua-et-Barbuda  | 24 s 33        |
| 400 m | Ana Fidelia Quirot Cuba       | 51 s 70        | Norfalia Carabalí Colombie        | 52 s 57        | Nancy McLeón Cuba                  | 55 s 29        |
| 800 m | Ana Fidelia Quirot Cuba       | 2 min 04 s 85  | Letitia Vriesde Suriname          | 2 min 04 s 97  | Jennifer Fisher Bermudes           | 2 min 09 s 52  |
| 1 500 m | Letitia Vriesde Suriname      | 4 min 26 s 28  | María Luisa Servín Mexique        | 4 min 29 s 03  | Jennifer Fisher Bermudes           | 4 min 57 s 25  |
| 3 000 m | María del Carmen Díaz Mexique | 9 min 30 s 09  | María Luisa Servín Mexique        | 9 min 38 s 08  | Vilma Peña Costa Rica              | 10 min 37 s 00 |
| 10 000 m | María del Carmen Díaz Mexique | 35 min 27 s 68 | Santa Velázquez Mexique           | 35 min 53 s 36 | Vilma Peña Costa Rica              | 37 min 32 s 53 |
| Marathon | Floría Moreno Mexique         | 2 h 47 min 38  | Marisol Vargas Mexique            | 2 h 50 min 25  | Maribel Durruty Cuba               | 2 h 50 min 41  |
| 100 m haies | Aliuska López Cuba            | 12 s 94        | Odalys Adams Cuba                 | 13 s 26        | Sandra Taváres Mexique             | 13 s 68        |
| 400 m haies | Elsa Jiménez Cuba             | 57 s 59        | Maribelsy Peña Colombie           | 59 s 06        | Tania Fernández Cuba               | 59 s 55        |
| Saut en hauteur | María del Carmen García Cuba  | 1,87 m         | Silvia Costa Cuba                 | 1,82 m         | Cristina Fink Mexique              | 1,79 m         |
| Saut en longueur | Niurka Montalvo Cuba          | 6,58 m         | Eloína Echevarría Cuba            | 6,40 m (w)     | Euphemia Huggins Trinité-et-Tobago | 6,39 m         |
| Lancer du poids | Belsis Laza Cuba              | 17,73 m        | Herminia Fernández Cuba           | 16,36 m        | María Isabel Urrutia Colombie      | 16,09 m        |
| Lancer du disque | Bárbara Hechevarría Cuba      | 58,62 m        | Olga Gómez Cuba                   | 56,06 m        | María Isabel Urrutia Colombie      | 53,84 m        |
| Lancer du javelot | Herminia Bouza Cuba           | 57,74 m        | María Caridad Colón Cuba          | 55,86 m        | Marieta Riera Venezuela            | 51,86 m        |
| Heptathlon | Zorobabelia Córdoba Colombie  | 5 647 pts      | Magalys García Cuba               | 5 528 pts      | Laiza Carrillo Cuba                | 5 519 pts      |
| 10 000 m marche | Graciela Mendoza Mexique      | 49 min 09 s 45 | Maricela Chávez Mexique           | 50 min 49 s 55 | Liliana Bermeo Colombie            | 51 min 33 s 27 |
| 4 × 100 m | Cuba                          | 44 s 54        | Colombie                          | 45 s 29        | Mexique                            | 45 s 75        |
| 4 × 400 m | Cuba                          | 3 min 26 s 27  | Mexique                           | 3 min 44 s 59  | Porto Rico                         | 3 min 50 s 08  |
| Records et Performances - AR : Record continental (area record) - CR : Record des championnats (championship record) - MR : Record du meeting (meet record) - NR : Record national (national record) - OR : Record olympique (olympic record) - PR : Record paralympique (paralympic record) - PB : Record personnel (personal best) - SB : Meilleure performance personnelle de la saison (season's best) - WL : Meilleure performance mondiale de l'année (world leader) - WJR : Record du monde junior (world junior record) - WR : Record du monde (world record) Circonstances et Conditions - DNF : N'a pas terminé (did not finish) - DNS : N'a pas pris le départ (did not start) - DQ : Disqualification (disqualification) - NM : Aucun essai valable enregistré (No Mark) - Q : Qualifié « directement » au prochain tour (ou à la prochaine compétition), lors d'une compétition majeure, grâce au classement ou à la réalisation des minima (automatic qualifier) - q : Qualifié au prochain tour (ou à la prochaine compétition), lors d'une compétition majeure, grâce au repêchage ou à la réalisation de l'une des meilleures performances parmi celles des « non qualifiés directement » (grâce au meilleur temps ou à la meilleure distance par exemple) (secondary qualifier) |                               |                |                                   |                |                                    |                |

## Tableau des médailles
| Rang | Nation             | Or | Argent | Bronze | Total |
| ---- | ------------------ | -- | ------ | ------ | ----- |
| 1    | Cuba               | 27 | 17     | 7      | 51    |
| 2    | Mexique            | 10 | 13     | 5      | 28    |
| 3    | Colombie           | 2  | 4      | 9      | 15    |
| 4    | Porto Rico         | 2  | 3      | 3      | 8     |
| 5    | Suriname           | 1  | 1      | 0      | 2     |
| 6    | Jamaïque           | 1  | 0      | 2      | 3     |
| 7    | Antigua-et-Barbuda | 0  | 2      | 1      | 3     |
| 8    | Venezuela          | 0  | 1      | 7      | 8     |
| 9    | Trinité-et-Tobago  | 0  | 1      | 3      | 4     |
| 10   | Barbade            | 0  | 1      | 0      | 1     |
| 11   | Costa Rica         | 0  | 0      | 2      | 2     |
| 11   | Bermudes           | 0  | 0      | 2      | 2     |
| 13   | Bahamas            | 0  | 0      | 1      | 1     |
| 13   | Guyana             | 0  | 0      | 1      | 1     |